# Vicky Losada
Pour les articles homonymes, voir Losada.
Vicky Losada est une footballeuse internationale espagnole née le 5 mars 1991 à Terrassa. Elle joue au poste de milieu de terrain à Brighton & Hove Albion en WSL. En 2014, elle a été la quatrième joueuse espagnole à évoluer dans la ligue professionnelle aux États-Unis. En 2015, elle a été la première joueuse espagnole à marquer un but dans une Coupe du monde.
Ancienne capitaine du FC Barcelone, elle a remporté la Ligue des Champions en 2021 et compte 375 apparitions avec les blaugranas.

## Biographie
Depuis toute petite, elle veut jouer au football et se déplace toujours avec un ballon à ses pieds. Sa première équipe est Can Parellada, à laquelle sa mère l'inscrit. Elle joue ensuite pour Sabadell. 

### En club
Elle commence sa carrière professionnelle au FC Barcelone sous la direction de Xavi Llorens. Au fil du temps, elle commence être régulièrement titulaire. Lors de sa deuxième saison, après avoir battu l'Espanyol, elle remporte la Copa Catalunya 2009, son premier titre. En 2012, après avoir remporté la Liga l'année précédente, l'équipe réalise sa meilleure saison : après avoir remporté la Copa Catalunya pour la quatrième année consécutive contre l'Espanyol, le club est couronné champion de la Liga, à seulement deux points du deuxième, l'Athletic Club. En mai, l'équipe remporte la Copa de la Reina contre le CD Transportes Alcaine, réalisant ainsi le triplé national.
En février 2014, elle est recrutée par le Western New York Flash, devenant ainsi la quatrième Espagnole à jouer en aux États-Unis. 
Elle est surtout connue pour avoir capitaine du FC Barcelone, club avec lequel elle a tout remporté, y compris une Ligue des Champions en 2021. Elle est l'une des joueuses les plus capées de l'histoire de l'équipe avec 375 apparitions.
En manque de temps de jeu, elle rejoint Manchester City en juin 2021. Elle y reste un an et demi. 
En janvier 2023, elle signe pour l'AS Roma et découvre un quatrième championnat dans sa carrière.
Le 16 juillet 2023, elle rejoint Brighton & Hove Albion.

### En sélection
Le 9 juin 2015, elle devient la première joueuse à marquer un but pour l'Espagne lors de la Coupe du monde au Canada face au Costa Rica.
En 2019, Losada participe à la Coupe du monde en France, son quatrième tournoi majeur avec l'équipe nationale.

## Palmarès

### En club
FC Barcelone
- Championnat d'Espagne
  - Champion en 2012, 2013, 2014, 2015, 2020 et 2021
- Coupe d'Espagne
  - Vainqueur en 2011, 2013, 2014, 2017, 2018, 2020 et 2021
- Supercoupe d'Espagne
  - Vainqueur en 2020
- Ligue des champions
  - Vainqueur en 2021

 Arsenal
- Coupe d'Angleterre féminine :
  - Vainqueur en 2016
- FA WSL Cup :
  - Vainqueur en 2015

 Manchester City
- FA WSL Cup :
  - Vainqueur en 2022

## Statistiques
| Saison                | Club                   | Championnat           | Championnat | Championnat | Coupe nationale | Coupe nationale | Coupe de la Ligue | Coupe de la Ligue | Supercoupe | Supercoupe | Compétition(s) continentale(s) | Compétition(s) continentale(s) | Compétition(s) continentale(s) | Total | Total |
| Saison                | Club                   | Division              | M.          | B.          | M.              | B.              | M.                | B.                | M.         | B.         | Comp.                          | M.                             | B.                             | M.    | B.    |
| 2006-2007             | FC Barcelone           | Superliga             | 21          | 0           | -               | -               | -                 | -                 | -          | -          | -                              | -                              | -                              | 21    | 0     |
| Sous-total            | Sous-total             | Sous-total            | 21          | 0           | -               | -               | -                 | -                 | -          | -          | -                              | -                              | -                              | 21    | 0     |
| 2007-2008             | RCD Espanyol           | Superliga             | 24          | 3           | 2               | 0               | -                 | -                 | -          | -          | -                              | -                              | -                              | 26    | 3     |
| Sous-total            | Sous-total             | Sous-total            | 24          | 3           | 2               | 0               | -                 | -                 | -          | -          | -                              | -                              | -                              | 26    | 3     |
| 2008-2009             | FC Barcelone           | Superliga             | 29          | 5           | 1               | 0               | -                 | -                 | -          | -          | -                              | -                              | -                              | 30    | 5     |
| 2009-2010             | FC Barcelone           | Superliga             | 20          | 4           | 5               | 0               | -                 | -                 | -          | -          | -                              | -                              | -                              | 25    | 4     |
| 2010-2011             | FC Barcelone           | Superliga             | 19          | 4           | 2               | 0               | -                 | -                 | -          | -          | -                              | -                              | -                              | 21    | 4     |
| 2011-2012             | FC Barcelone           | Superliga             | 33          | 15          | 1               | 0               | -                 | -                 | -          | -          | -                              | -                              | -                              | 34    | 15    |
| 2012-2013             | FC Barcelone           | Superliga             | 29          | 6           | 5               | 1               | -                 | -                 | -          | -          | WCL                            | 1                              | 0                              | 35    | 7     |
| 2013-2014             | FC Barcelone           | Superliga             | 17          | 6           | -               | -               | -                 | -                 | -          | -          | WCL                            | 4                              | 1                              | 21    | 7     |
| Sous-total            | Sous-total             | Sous-total            | 147         | 40          | 14              | 1               | -                 | -                 | -          | -          | -                              | 5                              | 1                              | 166   | 42    |
| 2014                  | Western New York Flash | NWSL                  | 23          | 3           | -               | -               | -                 | -                 | -          | -          | -                              | -                              | -                              | 23    | 3     |
| Sous-total            | Sous-total             | Sous-total            | 23          | 3           | -               | -               | -                 | -                 | -          | -          | -                              | -                              | -                              | 23    | 3     |
| 2014-2015             | FC Barcelone           | Superliga             | 19          | 7           | -               | -               | -                 | -                 | -          | -          | WCL                            | 4                              | 1                              | 23    | 8     |
| Sous-total            | Sous-total             | Sous-total            | 19          | 7           | 0               | 0               | -                 | -                 | -          | -          | -                              | 4                              | 1                              | 23    | 8     |
| 2015                  | Arsenal LFC            | FAWSL                 | 12          | 1           | 0               | 0               | 5                 | 1                 | -          | -          | -                              | -                              | -                              | 17    | 2     |
| 2016                  | Arsenal LFC            | FAWSL                 | 13          | 2           | 4               | 0               | 3                 | 1                 | -          | -          | -                              | -                              | -                              | 20    | 3     |
| Sous-total            | Sous-total             | Sous-total            | 25          | 3           | 4               | 0               | 8                 | 2                 | -          | -          | -                              | -                              | -                              | 37    | 5     |
| 2016-2017             | FC Barcelone           | Superliga             | 20          | 4           | 3               | 1               | -                 | -                 | -          | -          | WCL                            | 4                              | 0                              | 27    | 5     |
| 2017-2018             | FC Barcelone           | Superliga             | 24          | 3           | 4               | 0               | -                 | -                 | -          | -          | WCL                            | 5                              | 1                              | 33    | 4     |
| 2018-2019             | FC Barcelone           | Superliga             | 26          | 2           | 1               | 0               | -                 | -                 | -          | -          | WCL                            | 7                              | 0                              | 34    | 2     |
| 2019-2020             | FC Barcelone           | Superliga             | 7           | 2           | 3               | 0               | -                 | -                 | 2          | 0          | WCL                            | 2                              | 0                              | 14    | 2     |
| 2020-2021             | FC Barcelone           | Superliga             | 31          | 3           | 3               | 1               | -                 | -                 | 0          | 0          | WCL                            | 7                              | 0                              | 41    | 4     |
| Sous-total            | Sous-total             | Sous-total            | 108         | 14          | 14              | 2               | -                 | -                 | 2          | 0          | -                              | 25                             | 1                              | 149   | 17    |
| 2021-2022             | Manchester City        | WSL                   | 12          | 3           | 3               | 0               | 4                 | 3                 | -          | -          | WCL                            | 2                              | 0                              | 21    | 6     |
| 2022-2023             | Manchester City        | WSL                   | 2           | 0           | 0               | 0               | 2                 | 1                 | -          | -          | WCL                            | 2                              | 1                              | 6     | 2     |
| Sous-total            | Sous-total             | Sous-total            | 14          | 3           | 3               | 0               | 6                 | 4                 | -          | -          | -                              | 4                              | 1                              | 27    | 8     |
| 2022-2023             | AS Roma                | Série A               | 6           | 0           | 4               | 1               | -                 | -                 | -          | -          | WCL                            | 2                              | 0                              | 12    | 1     |
| Sous-total            | Sous-total             | Sous-total            | 6           | 0           | 4               | 1               | -                 | -                 | -          | -          | -                              | 2                              | 0                              | 12    | 1     |
| Total sur la carrière | Total sur la carrière  | Total sur la carrière | 387         | 73          | 41              | 4               | 14                | 6                 | 2          | 0          | -                              | 40                             | 4                              | 484   | 87    |